# Stupnice tvrdosti minerálů

Gragické porovnání stupnice Mohsovy s Knoopovou, lépe popisující reálnou tvrdost materiálu

Tvrdost je mechanická vlastnost materiálu vyjadřující odpor proti vnikání jiného tělesa do povrchu a je i mírou odolnosti vůči oděru. Měří se buď relativně, tj. porovnáváním schopností tvrdšího materiálu zanechat vryp na povrchu měkčího se standardy, nebo objektivně, přístroji obecně zvanými tvrdoměry. K vyčíslení tvrdosti jsou používány relativní nebo objektivní stupnice.
Nejběžněji používaná je pro svoji názornost relativní stupnice Mohsova, vytvořená na počátku 19. století německým geologem C F. C. Mohsem (1773–1839). Jelikož stupnice není lineární, byly učiněny i pokusy o její úpravu a rozšíření. Američan R. R. Ridgway ze společnosti Norton vyrábějící brusné materiály roku 1933 zjemnil dělení Mohsovy stupnice tak, že granátu (Mohs ~7) přiřadil tvrdost 10 a diamantu tvrdost 15. C. E. Wooddell, pracující pro konkurenční společnost Carborundum Company, stupnici roku 1935 na základě odolnosti nerostů proti oděru rozšířil extrapolací z intervalu stupňů 7 pro křemen a 9 pro korund, čímž získal hodnotu (stupeň) tvrdosti 42,4 pro diamantový bort (diamanty technické kvality).
Rosiwalova stupnice je stupnice tvrdosti v mineralogii, pojmenovaná po rakouském geologovi A. K. Rosiwalovi (1860–1923). Stupnice se pokouší poskytnout fyzikálně objektivnější, kvantitativnější hodnoty tvrdosti vrypem než relativní stupnice Mohsova. Určení tvrdosti podle Rosiwala je součástí Delesse-Rosiwalovy mikrografické metody petrografické analýzy a v principu se zkouší poškrábáním leštěného povrchu zrna minerálu pod známým zatížením pomocí hrotu se známou geometrií. Hodnota se vypočítává na základě zjištění objemu materiálu odebraného odškrábáním. Základní hodnota Rosiwalovy stupnice je definována pro korund a nastavena na 1000 (bez jednotek).
Knoopova stupnice je mírou tvrdosti určované zkouškou podle Fredericka Knoopa (1878–1943), amerického fyzika, metalurga a výrobce nástrojů, kterou v roce 1939 se spolupracovníky vypracoval v americkém Národním úřadu pro standardy (NIST)  jako alternativu zkoušky tvrdosti podle Vickerse, užívané především pro kovy. Knoopova zkouška tvrdosti je statická zkouška mikrotvrdosti, používaná zejména pro velmi křehké materiály, velmi malé vzorky nebo pro tenké plechy, kde může být pro účely zkoušky proveden pouze nehluboký vtisk. Kromě krystalografie, mineralogie nebo při použití kovů tak nachází uplatnění např. v keramickém průmyslu či zubní protetice. Principem je vtlačování plochého pyramidálního diamantového hrotu do leštěného povrchu zkoušeného materiálu známým zatížením po stanovenou dobu. Výsledný vtisk se měří pomocí mikroskopu. Výsledky se udávají v číslech odpovídajících kg síly na mm⁻² a pro běžně tvrdé materiály se hodnoty obvykle pohybují v rozmezí hodnot 100–1000 HK.
| minerál               | Mohs | Rosiwal | Knoop (HK) | Vickers (HV) |
| --------------------- | ---- | ------- | ---------- | ------------ |
| mastek (talek)        | 1    | 0,03    | 1          | 2,4          |
| sůl kamenná, sádrovec | 2    | 1,25    | 32         | 36           |
| zlato                 | 2,5  | –       | 69         | 80           |
| kalcit (vápenec)      | 3    | 4,5     | 135        | 109          |
| fluorit (kazivec)     | 4    | 5       | 163        | 189          |
| apatit                | 5    | 6,5     | 430        | 536          |
| ortoklas (živec)      | 6    | 37      | 560        | 795          |
| křemen                | 7    | 120     | 820        | 1120         |
| topaz                 | 8    | 175     | 1340       | 1427         |
| korund                | 9    | 1000    | 1800       | 2060         |
| diamant               | 10   | 140000  | 7000       | 10060        |